# Кипиани, Петре
Петре (Пётр) Иосифович Кипиани (груз. პეტრე იოსების ძე ყიფიანი; 1863—1917) — грузинский агроном

, педагог, переводчик, общественный деятель. Член попечительского совета дворянских школ Кутаиси и Старого Сенаки. Член Общества по распространению грамотности среди грузин и основатель Кутаисского отделения.

## Ранние годы
Дмитрий Кипиани родился в селе Мерети Горийского уезда в семье Иосифа Кипиани. Отец Дмитрия был знатным дворянином.
Пётр Кипиани учился в Тифлисском реальном училище. По окончании учёбы у Петра произошла ссора с директором училища Лиловым, известным своим конфликтным характером. В результате этого инцидента Петра исключили из училища и лишили права продолжать обучение. С целью завершения образования он уехал во Францию, где в течение нескольких лет изучал агрономию.
Вернулся на родину как образованный агроном, живой, полный энергии, инициативный, он стал желанной общественной фигурой.Давид Клдиашвили:, Д. Клдиашвили. В книге: "На моём жизненном пути". Тбилиси: Сахелгами, 1947, стр. 895-897.

## Переводческая деятельность
Петре Кипиани занимался публицистической и переводческой деятельностью под псевдонимом «П. К. — ни». Переводческая деятельность Петре была важным событием для грузинской культуры XIX века. Его переводы отражали интересы грузинского общества того периода, касаясь литературы и науки. Петре Кипиани перевел с французского пьесу Жоржа Оне «Le maître de Forges» («Рабочий и барин»). В Национальном архиве Грузии (Центральный исторический архив, фонд 480) хранится совместный перевод Петре Кипиани и Гр. Кипшидзе пятиактной драмы Франсуа Коппе «Les Jacobites» («Якобинцы») под названием «За королевский трон, или Якобинцы». В 1885 году в газете «Дроеба» появился его перевод рассказа Ги де Мопассана «Чтобы быть холостым». Мопассан был тогда известным в Европе французским писателем, и в Грузии интерес к нему был весьма велик. Публикация этого перевода в «Дроеба» свидетельствует об активном сотрудничестве Кипиани с грузинскими периодическими изданиями. В 1888 году, по сообщению «Иверии», он перевел с французского труд Энидгара Ландре «Искусство виноделия». Этот перевод печатался частями в «Меурне» («Хозяин») и затем был издан отдельной книгой. Перевод «Искусства виноделия» свидетельствует об интересе Кипиани к сельскому хозяйству, в частности, к виноградарству и виноделию. В тот период в Грузии проводились аграрные реформы, и такие переводы способствовали распространению новых знаний и технологий.

## Сельскохозяйственная деятельность

### Внедрение технологий в сельском хозяйстве
Петре Кипиани был заинтересован во внедрении технологий в сельском хозяйстве, однако его попытки не всегда были успешными. Например, в октябре 1897 года в своем имении в селе Тезер он организовал испытание новых плугов. В то время механизация сельского хозяйства имела большое значение для Грузии, поэтому инициатива Кипиани должна была стать шагом вперед. Однако испытание показало нежелательный результат, что могло быть вызвано техническими трудностями того времени или неучетом местных условий. Несмотря на это, Кипиани не сдавался. В 1902 году известная французская фирма "Перасси и К°", производившая орудия борьбы с градом, доверила ему свое представительство на Кавказе и в России. Этот факт свидетельствовал о его связях с европейскими технологиями и его стремлении способствовать распространению новых технологий.

### Вино Кипиани
Сам Димитрий Кипиани хотел производить новое, особенное вино. С этой целью он поручил Петре Кипиани перевести с французского языка труд Энидгара Ландре "Искусство виноделия". Петре Кипиани выполнил эту просьбу, и этим переводом внес значительный вклад в развитие грузинского виноделия. Описанной в переводе технологией Димитрий Кипиани из уникальных сортов винограда "Александроули" и "Муджуретули", методом неполного брожения, получил превосходное полусладкое красное вино, которое тогда называлось "Вино Кипиани", а позже Хванчкара. Впоследствии это вино было отправлено на Европейский винный фестиваль в бельгийском городе Остенде, где получило золотой Гран-при и стало величайшей победой грузинского виноделия.

## Общественная деятельность

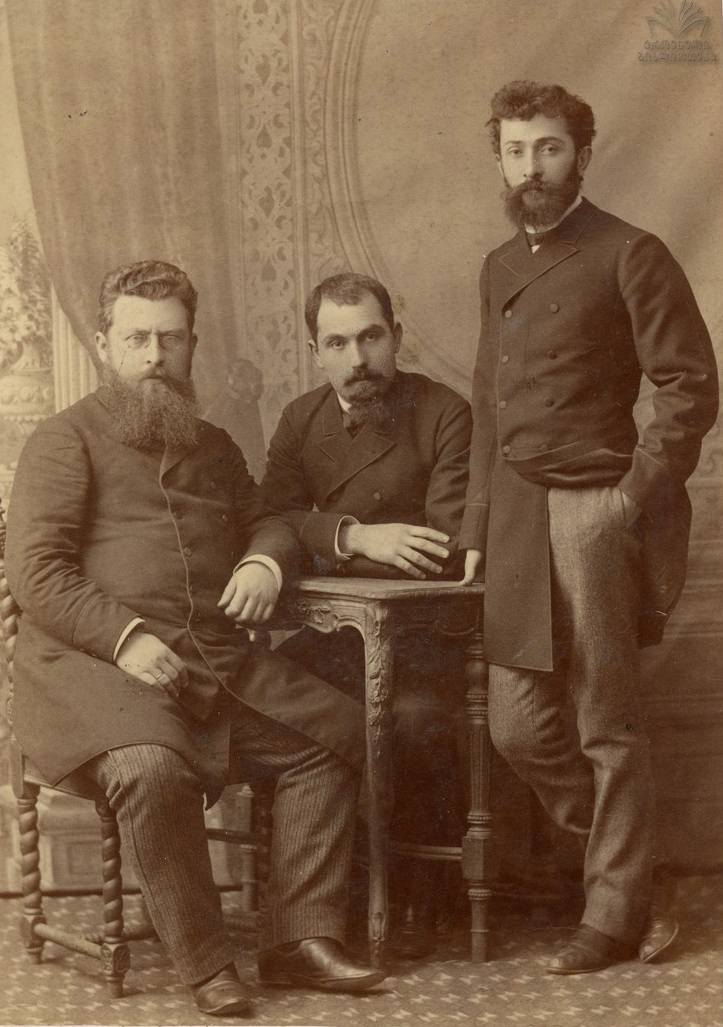
Групповое фото Сулханишвили Василий (Васо); Кипиани Петре; Кипиани Павле;

3 марта 1898 года в газете «Цнобис Пурцели» (ЦП) юбилейный комитет Ильи Чавчавадзе объявил конкурс на составление биографического и критического очерка об Илье Чавчавадзе. Конкурсанты должны были представить свои работы председателю комитета Петре Кипиани до 20 марта. В 1908-1914 годах Петре активно участвовал в университетской деятельности при Кутаисской гимназии. Генерал Шалва Маглакелидзе вспоминает, что в университетской деятельности Иосеба Оцхели поддерживали Димитрий Узнадзе, Силован Хундадзе, Вукол Беридзе, Трифон Джапаридзе, Симон Квариани, Петре Кипиани, Ясон Николаишвили и другие.
В 1911 году Петре Кипиани был секретарем наблюдательного комитета Кутаисского земельного банка и осуществлял надзор за процессом кредитования помещиков, обеспечивал правильное распределение сельскохозяйственных кредитов и контролировал финансовые операции банка. Его работа способствовала стабильному функционированию банка и экономическому развитию. Петре Кипиани отвечал за подготовку отчетов о деятельности банка, что обеспечивало прозрачность и подотчетность. Таким образом, он играл важную роль в эффективном управлении банком и способствовал достижению поставленных им целей.

### Вклад в развитие грузинского национального театра
Общественная деятельность Петре Кипиани в конце XIX и начале XX веков была многогранной и активной. В 1896 году он был казначеем Грузинского драматического общества. Петре активно участвовал в развитии грузинского национального театра и сыграл важную роль в его финансовой поддержке. Как казначей Грузинского драматического общества, он отвечал за привлечение и распределение средств, необходимых для функционирования театров. Он сыграл значительную роль в открытии отделений Грузинского драматического общества в Кутаиси, Чиатуре и Батуми.

### Дружба с Важа-Пшавела
Пётр Кипиани дружил с Важа Пшавела. Согласно воспоминаниям Давида Клдиашвили, у Важа Пшавелы не было подходящей чохи (традиционной мужской одежды) для выступления на вечере в Кутаиси, и Пётр Кипиани отправил ему 100 рублей на пошив новой чохи. В назначенный день Важа приехал в Кутаиси и, как только прибыл, отправился к Петру Кипиани, одетый в новую чоху. "Очень выхоленный Важа, дорогой мой, вот теперь мы покажем Кутаиси, какой ты есть! – с присущим ему хохотом встретил Пётр Кипиани Важу.

### Деятельность в Обществе по распространению грамотности среди грузин
Петре Кипиани в 1885 -1916 годах активно участвовал в деятельности Общества по распространению грамотности среди грузин. По его инициативе осуществлялся поиск финансирования для открытия школ, библиотек и других образовательных учреждений. Он также участвовал в издании книг и учебников на грузинском языке, сам переводил школьные книги с французского, что было необходимо для обучения на грузинском языке. Петре Кипиани способствовал популяризации грузинского языка, литературы и культуры, что также служило подъему национального самосознания. 16 ноября 1908 года в здании Кутаисского городского собрания состоялось учредительное собрание местного отделения Общества, где Петре Кипиани занимал должность секретаря. Председателем правления учредительное собрание избрало Георгия Феликсовича Здановича, а членами правления – Иосеба Ивановича Оцхели, Якоба Спиридоновича Панцхава, Ясона Фомича Бакрадзе, Силована Фомича Хундадзе, Самсона Георгиевича Кипиани, Варфоломея Павловича Мосешвили. 11 октября 1912 года главное правление Общества избрало Петре Кипиани членом попечительского совета Кутаисского и Старосенакского дворянских начальных училищ. Петре Кипиани активно участвовал в общественных мероприятиях, связанных с именем Ильи Чавчавадзе. Из переписки Общества по распространению грамотности среди грузин видно, что 27 октября 1913 года в Кутаисском театре состоялся вечер в поддержку фонда Ильи Чавчавадзе. Петре Кипиани председательствовал на этом вечере, и по его инициативе в 1910 -1911 годах были проведены еще два вечера в поддержку фонда Ильи Чавчавадзе.

### Ложа "Кавказская"
В 1911 году ближайшие друзья Петре, Георгий Зданович, Евгений Гегечкори и Николай (Карло) Чхеидзе, основали в Кутаиси масонскую ложу под названием "Кавказская", к которому после его основания присоединился Петром Кипиани, вместе с Китой Абашидзе, Александром Диасамидзе, Язон Бакрадзе и другими. Общество было построено на братстве, верности и рвении его членов, и его общими целями было внедрение в обществе принципов гуманности, терпения, любви к человеку и уважения. Параллельно с целями, общество стремилось собрать полезных для страны людей и оказывать прямое или косвенное влияние на процессы, происходящие в стране. Николай Чхеидзе в интервью, записанном в Марселе в 1925 году, называет 1911 год годом основания «Кавказского». В том же интервью Николай Чхеидзе вспоминает, что протоколы собраний общества и другая документация уничтожались сразу после завершения собрания, из-за чего подробная информация о деятельности общества и его членов дошла до нас в меньшей степени. Только из личных писем, отправленных членами друг другу, мы узнаем отдельные сведения о том, как они пытаются заниматься строительной деятельностью в разных городах, помогать выдающимся молодым людям и помогать людям, преследуемым за любовь к своей стране.

### Членство в Партии социалистов-федералистов
Петре Кипиани активно поддерживал стремление Грузии к национальной автономии и последующей государственной независимости, основанное на принципе права нации на самоопределение. Его социальное видение включало устранение общественного неравенства и утверждение социальной справедливости, что должно было быть реализовано путем проведения реформистских мероприятий. Совпадение этих целей обусловило его вступление в Партию социалистов-федералистов, где он мог осуществлять политическую деятельность вместе с единомышленниками, разделяющими общие ценности. Одним из его приоритетов во время членства было организационное и финансовое укрепление политической партии. Петре Кипиани активно участвовал в поиске партийных финансов, что составляло важную часть его политической деятельности. С этой целью он систематически искал финансовые ресурсы и стремился к расширению влияния партии. Например, в 1903 году, по поручению Тбилисского комитета Партии социал-федералистов Грузии, вместе с Валерианом Гуниа и Тедо Сахокия, он посетил Илью Чавчавадзе в Сагурамо с просьбой ходатайствовать перед Давидом Сараджишвили о финансировании федералистской партии.

## Ресурсы в Интернете
Петре (Пётр) Иосифович Кипиани Genealogy of Georgian Nobility. NI17288